# Dolmen de Mané-Bihan

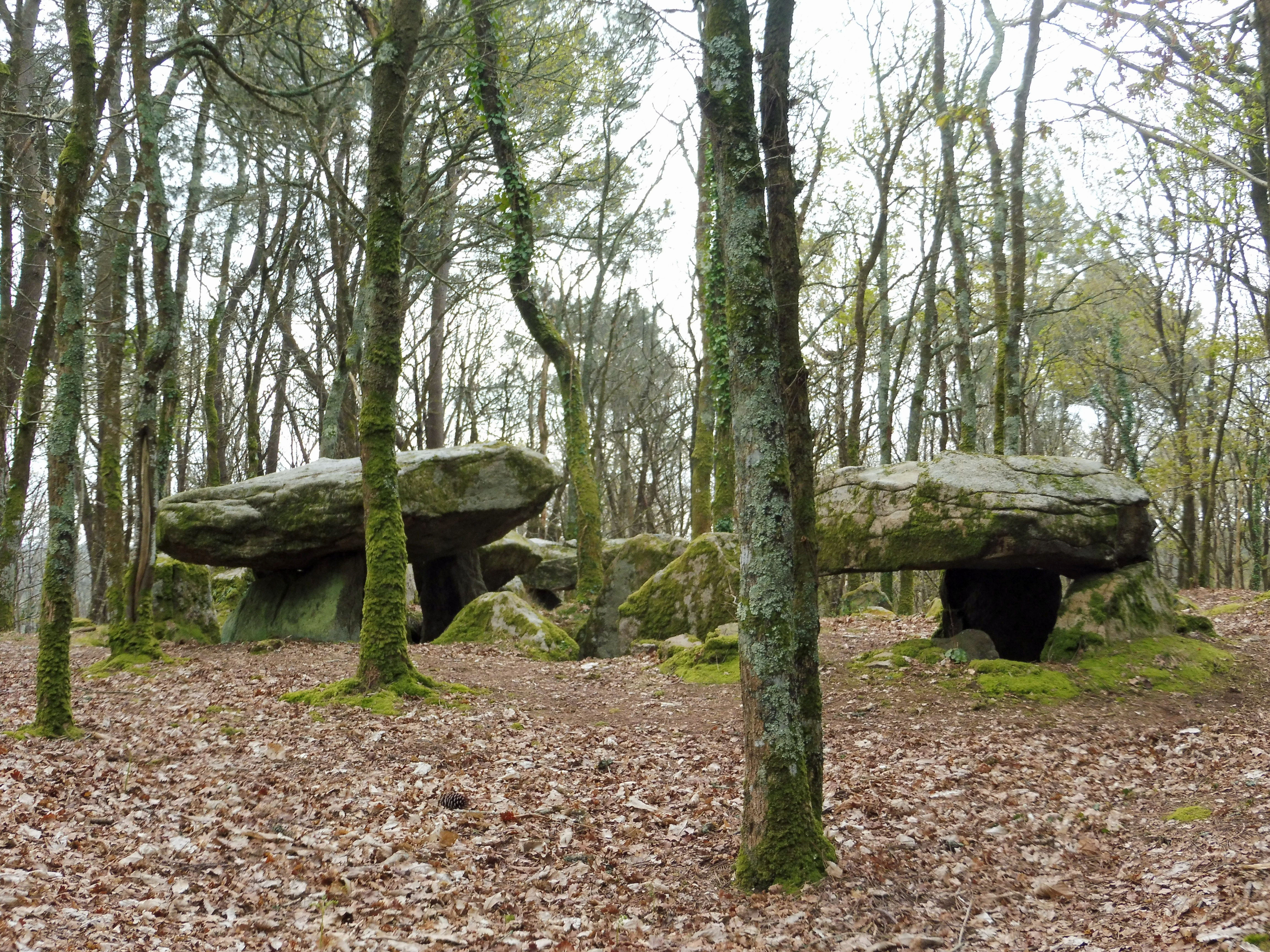
Dolmen von Mané-Bihan

Der Dolmen de Mané-Bihan (auch Allée couverte de Mané-Bihan genannt) liegt im Wald, nördlich des Weilers L’Arbre Voyageur, etwa südlich von Locoal-Mendon bei Lorient im Département Morbihan in der Bretagne in Frankreich. Dolmen ist in Frankreich der Oberbegriff für neolithische Megalithanlagen aller Art (siehe: französische Nomenklatur).
Der 1924 restaurierte Dolmen hat eine Länge von 17,5 m bei einer Breite zwischen 1,0 und 1,75 m. Der Cairn ist noch erkennbar. 
Die Funde bestanden aus Keramikfragmenten sowie Pfeilspitzen und einem Dolch aus Feuerstein.
Der Dolmen wurde und 1921 als Monument historique klassifiziert.
Etwa 100 m nördlich liegt der Dolmen Mané-er-Loh. Dazwischen steht ein kleiner Menhir.